# جوش مارستون
جوش مارستون (بالإنجليزية: Joshua Marston)‏ (و. 1968  م) هو مخرج أفلام، وكاتب سيناريو أمريكي، ولد في كاليفورنيا.

## وصلات خارجية
- جوش مارستون على موقع IMDb (الإنجليزية)
- جوش مارستون على موقع قاعدة بيانات الأفلام العربية
- جوش مارستون على موقع ألو سيني (الفرنسية)
- جوش مارستون على موقع أول موفي (الإنجليزية)
- جوش مارستون على موقع قاعدة بيانات الأفلام السويدية (السويدية)
- جوش مارستون على موقع قاعدة بيانات الفيلم (الإنجليزية)
- جوش مارستون على موقع كينوبويسك (الروسية)